# Sarcodraba
Sarcodraba là chi thực vật có hoa trong họ Cải.